# Henosepilachna reticulata
Henosepilachna reticulata is een keversoort uit de familie lieveheersbeestjes (Coccinellidae).
De soort komt voor in het Afrotropisch gebied.